# Тучапський Павло Лукич

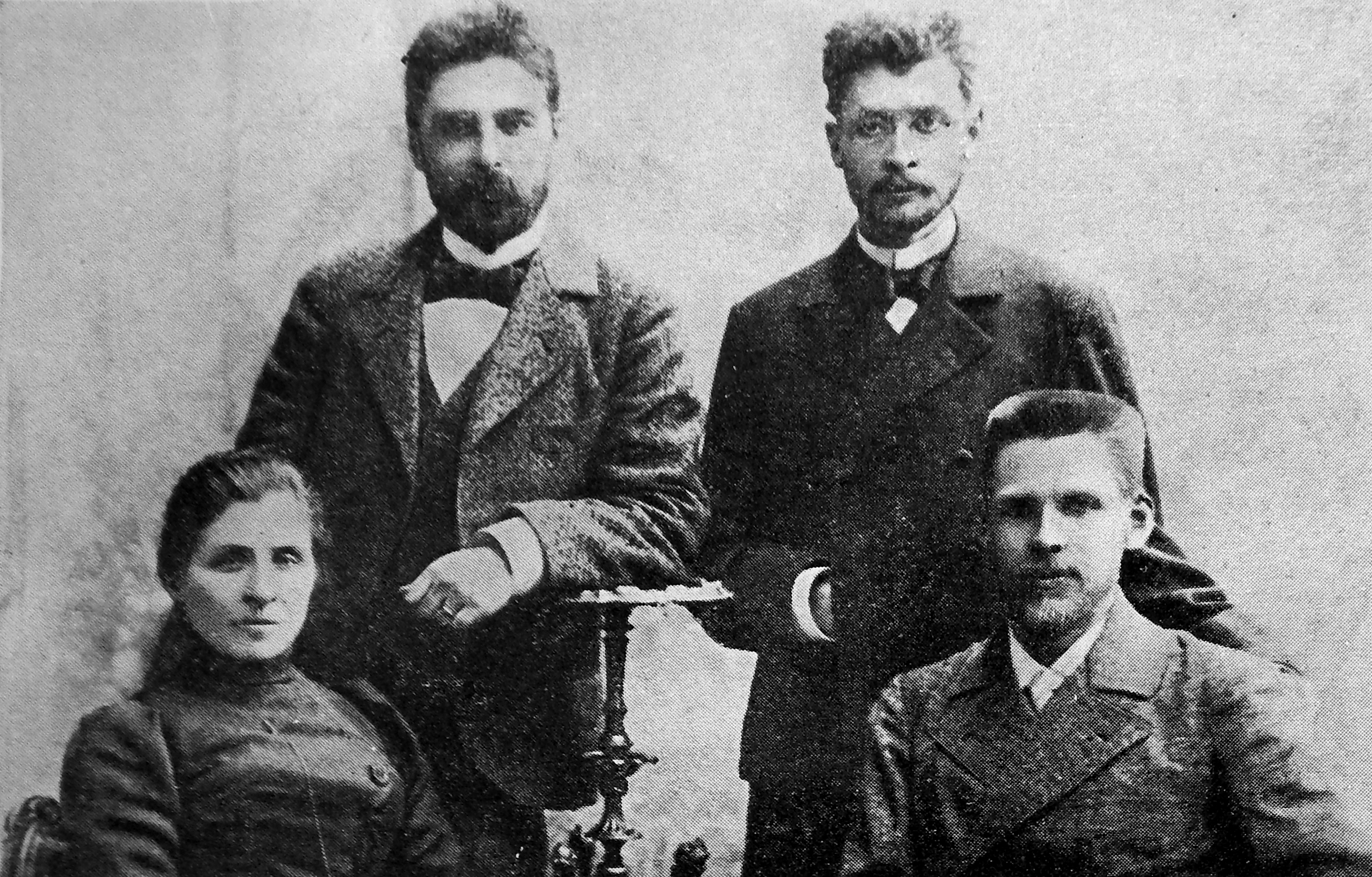
Павло Лукич Тучапський та Альберт Давидович Поляк. Сидять: Віра Григорівна Крижановська-Тучапська та Казимир Адамович Петрусевич. Квітень 1900 року

Павло́ Луки́ч Туча́пський (15 січня 1869, село Бесідка Таращанського повіту Київської губернії, нині Ставищенського району Київської області — 4 липня 1922, Київ) — політичний діяч, прихильник Михайла Драгоманова, співзасновник Російської Соціал-Демократичної Робітничої Партії (делегат І з'їзду РСДРП 1898 від Київського Союзу боротьби за визволення робітничого класу), з 1904 діяч й ідеолог Української Соціал-Демократичної Спілки, в якій виступав проти автономії України («К вопросу об автономии Украины» у «Вестник Жизни», 1906).

## Життєпис
Народився у сім'ї священика. Середню освіту здобув у Києві в колегії Павла Ґалаґана. Навчався в Київському університеті: один рік на медичному факультеті, далі — на історико-філологічному. 1893 року, закінчивши університет, продовжив у ньому навчання на юридичному факультеті, проте через арешти й заслання не закінчив його.
У 1907—1921 роках жив і працював в Одесі. Викладав історію та російську й українську мову у середніх школах.
1907 увійшов до складу одеської «Просвіти». У травні 1914 його обрали членом-кореспондентом ОТІС. У 1917 редагував меншовицьку газету «Южный рабочий», був серед підсудних у справі видавців цієї газети. Виступав з публічними лекціями, організованих ЦК Новоросійського студентства, зокрема, на тему «Монархізм та демократична республіка». У 1918 читав у Народному університеті загальний курс російської історії та історію революційного руху в Росії. Навесні 1919 працював у предметній комісії, що розробляла у соціалістичному дусі нові програми для середніх шкіл Одеси.
Видавав під псевдонімами брошури присвячені Олександрові Герцену, національному питанню, обґрунтуванню програми РСДРП (м), хрестоматію з історії революційного руху у Росії у 1860-1870-х р., переклади з німецької мови праць Франца Меринга «Нариси з історії німецької соціал-демократії» та «Нова наука про державу».
У 1920 читав доповіді в ОБТ, зокрема, на тему «Національні погляди М. Драгоманова». Тексти виступів були надруковані лише після смерті П. Тучапського в журналі «Україна». Певний внесок він зробив у справу упорядкування одеських архівів як член «Комісії з вивчення революційних архівів в Губюрвідділі».
У 1921—1922 працював у Києві на посаді бібліотекаря ВУАН. Помер 4 липня 1922 року в Києві.

## Науковий доробок
Основна творча спадщина становить близько 12 праць. Багато його газетних статей, робіт він опублікував під псевдонімами. Незначна частина з цих робіт була присвячена історії.
Традиційно для своєрідних істориків-політиків, до того ж радикального напрямку, він був тенденційним автором, що препарував історію згідно зі своїм політичним світоглядом. Найбільшу цінність мають його роботи присвячені Михайлові Драгоманову. Тучапський був одним з перших дослідників його національних поглядів. На його думку, Драгоманов був соціалістом-народником, був не матеріалістом, а ідеалістом, прибічником ідеї Прудона про анархію, утопістом.
Тучапський доводив, що Драгоманов був найвидатнішим серед українських діячів. Він наголошував на тому, що його вчитель не був прибічником відокремлення України від Росії, виступав проти будь-яких спроб розпалення ворожнечі між росіянами та українцями. Головною ідеєю для Драгоманова була всесвітня правда, «справжні інтереси народних мас».
Праці Тучапського про Драгоманова, побудовані на широкій джерельній базі, заклали основи образу мислителя в марксистській історіографії. У статті, присвяченій аналізу однієї з праць про взаємини Івана ІІІ з євреями, він проявив у найбільшій мірі свій аналітичний хист. Долучився до внеску одеської історіографії у розвиток іудаїки.

### Наукові публікації
- Иван III и зарубежные евреи // ЗООИД. — Т. 32. — 1915.
- Роля Драгоманова в суспільному рухові Росії й України // Україна. — 1926. — К. 2-3.
- Національні погляди М. Драгоманова // Україна. — 1926. — К. 2-3.